# Toni Peret
Toni Peret apodo artístico de Antonio Peret Alcalde (Barcelona, 24 de mayo de 1964) es un DJ español creador de los volúmenes 3 al 12 de la saga Max Mix en la segunda mitad de los años 1980's y principios de los 1990's además de muchos otros megamixes, a la par de productor musical y locutor-presentador de radio.

## Biografía
A los 17 años empezó a trabajar en la radio como técnico control en una emisora de Barcelona. 
Ya en 1982 cambió de empresa y se inició como locutor-presentador de Radio Fórmula musical y redactor de servicios informativos.
En esta misma década presentaba el programa MINUTO MIX en la cadena Radio Minuto, introduciendo música dance europea de importación.
Paralelamente, a partir de 1986, empezó sus actividades como DJ montador de los megamixes Max Mix junto a José María Castells desde el volumen 3 hasta el 12 en 1992, además de crear otras sagas como Máquina total, "Lo Más Duro", así como "Dolce Vita Mix", "Acid Mix", "Locos por el Mix", "Bombazo Mix" y decenas de creaciones más... tanto de discos de mezclas como de producciones de April , Blue Rhapsody, Caroline, Dream Team, House Empire, Music Sensor, Musitec, New Station, Piano, QNH, Rabbit, Strange Harmony, String Quartet, Test Pressing, Toni Peret & José Mª Castells, Triple Zona y Undersound, sumando un total de más de un millón y medio de discos vendidos entre Europa y los Estados Unidos, a las que se sumó Quique Tejada en 1995 formando con ellos el denominado Dream Team.
En 1992 abandonó sus quehaceres de locutor y creó su propio programa radiofónico dedicado por completo a la promoción del fenómeno de la música dance denominado It’s Your Time. 
En 2001, trasladó el programa a otra cadena dance y en 2006, recibe la oferta de otra emisora para presentar el programa “80,90 y 100”, dedicado a la música remember de todas las pistas de baile.
Por otra parte, creó la revista “Deejay” y apoyó el crecimiento de discjockeys tan prestigiosos como Dj Neil, Wally López, Dj Abel, Albert Neve, Pedro Miras, David con G  entre otros muchos profesionales que trabajan en discotecas de prestigio.
En el año 2005, cuando este trabajaba de director artístico de Vale Music, compañía la cual montó en el año 1997 con sus socios Jose María Castells, Quique Tejada, Andreu Ugas y Ricardo Campoy, tiene (y aprovecha) la oportunidad de formar parte del jurado de la cuarta edición  Operación Triunfo, cuando este programa acabó de echar a andar en Telecinco. También hay que indicar que fue invitado en una gala de la primera edición.
En el año 2016, Peret presenta el programa Music Box en la cadena de Kiss FM (España) donde se repasa la música de los 80's y los 90's, viernes y sábados de 22 a 00h.
En 2015, se volvió a reunir con sus socios José María Castells y Quique Tejada, para crear de nuevo el Dream Team, esta vez bajo el nombre de Dream3Team Reload, sacando un nuevo disco al mercado llamado Children Of The 80's evento que se realiza en la discoteca Hard Rock Hotel en Ibiza.
También actúa junto a sus socios del Dream3Team Reload en la sala La Riviera en Madrid, en un evento llamado Noventeros, dónde se recuerdan la música de los 90´s.
Desde 2020 regenta un local en Barcelona llamado Museum Bar by Toni Peret. Un bar musical de temática dance de los 70's, 80's 90's.
Desde el 5 de septiembre de 2022, Peret persenta el programa Play Kiss en la cadena Kiss Fm (España) donde presenta a su estilo la mejor música de la cadena y también cuenta con la colaboración de los oyentes respondiendo a las preguntas que el presentador les formula.